# 中村潔
中村 潔（なかむら きよし、1956年 - ）は、日本の文化人類学者。新潟大学人文学部教授。専門は文化人類学、地域研究（バリ島）。

## 人物・来歴
1956年、東京都生まれ。1979年に東京大学教養学部を卒業後、同大学院総合文化研究科に進学。1989年、博士課程単位取得満期退学。その後、新潟大学人文学部講師、助教授を経て、2001年より教授。
バリ島民の共同体儀礼および、インドネシアにおける近代化と慣習的土地権を専門としている。

## 著作

### 共著
- （古屋均、鏡味治也）『バリ―華花の舞う島』（平河出版社、1992年）

### 共編著
- （吉田禎吾、河野亮仙）『神々の島バリ』（春秋社、1994年）
- （杉島敬志）『現代インドネシアの地方社会―ミクロロジーのアプローチ』（NTT出版、2006年）

### 訳書
- ドナルド・E・ブラウン『ヒューマン・ユニヴァーサルズ―文化相対主義から普遍性の認識へ』（新曜社、2002年）
- プトゥ・スティア『プトゥ・スティアのバリ案内』（木犀社、2007［1994］年）
- パスカル・ボイヤー『神はなぜいるのか？ 宗教の進化的起源』（NTT出版、2008年）